# Balboogschieten

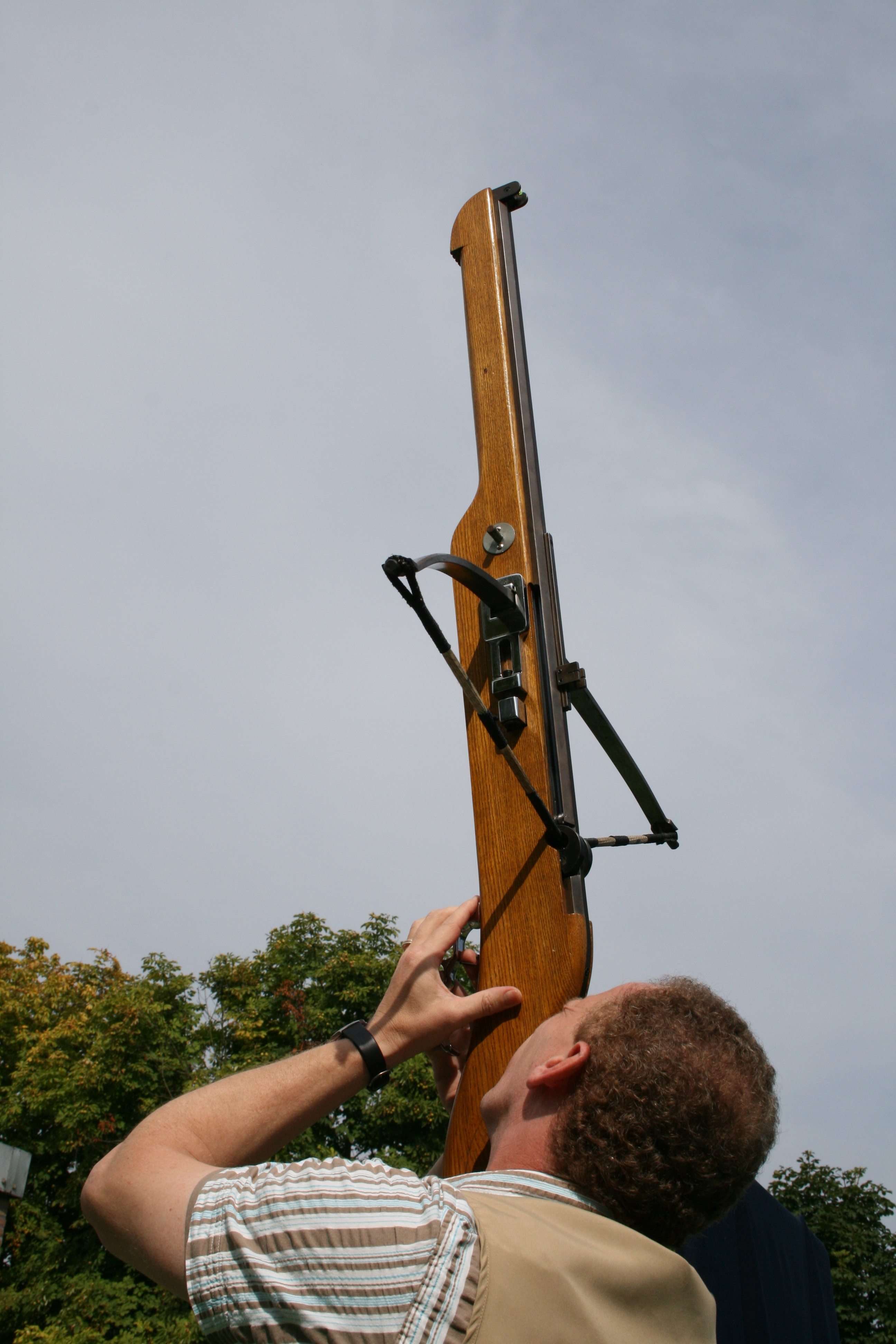
Balboogschutter

Balboogschieten is een schietsport waarbij met een soort kruisboog een loden bal verticaal omhoog geschoten wordt naar houten blokjes. Deze houten blokjes worden vogels genoemd en staan op ongeveer 18 meter hoogte.

## Geschiedenis
Vele schietsporten beschikken reeds over een rijke geschiedenis. De kruisboog werd sinds zijn ontstaan steeds aangepast en doeltreffender gemaakt. Zo ontstonden er verschillende vormen en maten. Op het einde van de 12de eeuw kwam het eerste ontwerp waarbij een houten of stalen loop bevestigd werd op een traditionele kruisboog. Een glijsleuf in het achterste deel diende om projectiel en pees te laten doorschieten. Voor het opspannen van de boog was een hefboom nodig. De projectielen waren bollen uit klei of pijlen die niet voorzien waren van pluimen. Dit wapen werd ook gebruikt voor de jacht en voor militaire doeleinden. Pas in 1789 vonden de eerste wedstrijden kruisboog met loop en ballen plaats, onder andere in Brussel, de bakermat van het balboogschieten.

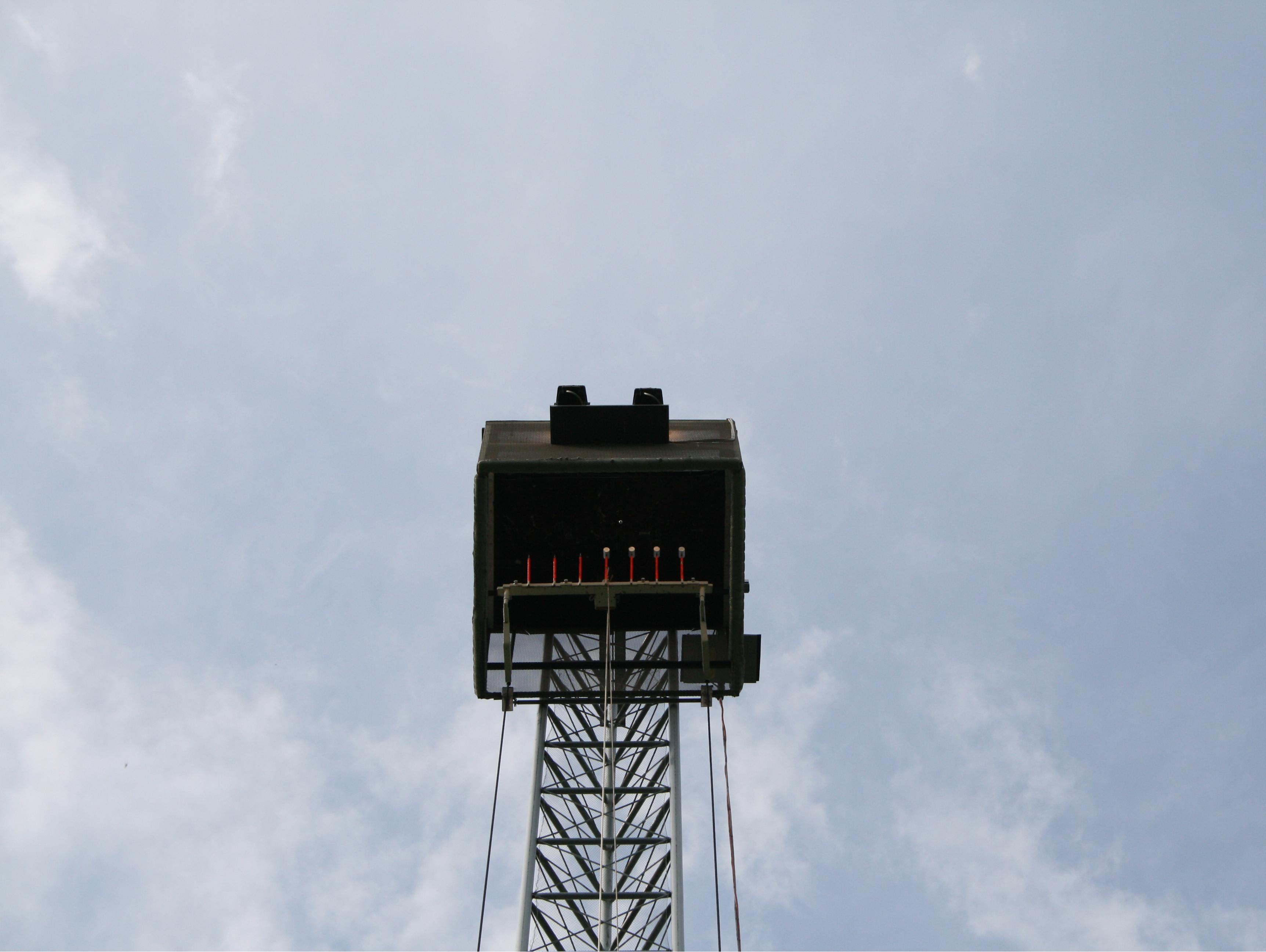
Prang

## Spel en materiaal
Een balboog is een kruisboog waarvan de kracht aangedreven wordt door een stalen dwarslat die aan de twee uiteinden verbonden is met een 'pees'. De pees en de latworden opgespannen met een speciale hefboom, de 'gek'.
Hiermee wordt een loden bal verticaal omhoog geschoten naar houten blokjes, die vogels genoemd worden en op ongeveer 18 meter hoogte staan. De loden bal weegt zo'n 17 gram en wordt door de schutters zelf gegoten. Na het schot wordt de bal opgevangen door een zware zeildoek, die boven de vogels gespannen is.

## Spelregels
Het vogelrek bestaat uit een metalen lat met zeven pinnen, waarop houten vogels worden geplaatst. Dit wordt de 'prang' genoemd. Om de vogels gemakkelijk te kunnen vervangen, moet de prang vlot op en neer kunnen gaan.
Een team bestaat uit  zes schutters die elk om beurt proberen een vogel af te schieten. De vogels hebben een nummer en moeten in de juiste volgorde worden afgeschoten, van links naar rechts.

## Trefpunt
De balboogclubs worden overkoepeld door de Federatie Balboog. De zeven Vlaamse clubs zijn ook aangesloten bij de Landelijke Unie der Kruisboogschutters. In 1978 werd LUK opgericht. LUK vormt samen met haar Franstalige tegenhanger de Nationale Unie der Kruisboogschutters die aangesloten is bij de IAU (Internationale Ambrustschützen Union voor de wapens 'match' en 'trophy') en bij WSCA (World Crossbow Shooting voor het wapen 'field').